# جنبش اسلامی ازبکستان
جنبش اسلامی ازبکستان جنبشی است که در سال ۱۹۹۸ به وسیله جمعه نمنگانی و طاهر یولداشف پس از پایان جنگ داخلی تاجیکستان بنیانگذاری شد. هدف این جنبش پایان دادن به دولت اسلام کریمف در ازبکستان و ایجاد حکومت اسلامی در این کشور است. این جنبش از متحدان طالبان و القاعده بشمار می‌رود.
حرکت اسلامی ازبکستان است چندان خود را به فعالیت‌های اعتقادی و آموزشی محدود نمی‌داند. این حزب در سال ۲۰۰۱ نام خود را تغییر داده است. رهبر اصلی آن طاهر یولداشف و جمعه بای نمنگانی است که هر دو به اتهام بمب‌گذاری در سال ۱۹۹۷ در تاشکند غیاباً به مرگ محکوم شده‌اند. برخی از تحلیل گران ادعا می‌کنند که یکی از فعالیت‌های اصلی این گروه مانند القاعده قاچاق سازمان یافته موادمخدر و به ویژه هروئین از افغانستان و از طریق آسیای مرکزی به مقصد اروپاست. این حزب در اکثر کشورهای آسیای میانه فعالیت دارد و به‌عنوان یک حزب افراط گرا معرفی و تحت تعقیب قرار می‌گیرد.
وزارت خارجه آمریکا این حزب را به فهرست گروه‌های تروریستی شامل کرده است.